# 森岡二朗
森岡二朗（もりおか じろう、1886年5月30日—1950年12月20日）日本奈良縣人，日本官員，歷任島根、青森等縣知事，朝鮮總督府警務局長，大東京區棒球董事。1936年9月接任台灣總督府總務長官，為了實行南進政策任內積極實施皇民化。

## 生平
1911年，森岡二朗畢業於東京帝國大學法律科，之後歷任島根、青森等縣知事，朝鮮總督府警務局長等官職。中間曾短暫脫離公務員身分，擔任大東京區的棒球董事，積極推動職業棒球。為日本職棒的肇始者之一。
1936年9月他接任台灣總督府總務長官。1937年，中日戰爭全面爆發，為了讓台灣成為南進政策的基地，於任內廢止漢文流通，鼓勵台人改姓改名，並開始實施戰時物資的配給與管制，曾涉及鹽水港製糖貪污案件。任內推動皇民化運動，整理廢合臺灣各地寺廟之舉使得在掌握民心上是失敗的。。